# Бранковићи (Рогатица)
Бранковићи су насељено мјесто у општини Рогатица, Република Српска, БиХ. Према попису становништва из 2013. у насељу је живјело 122 становника.
Овдје се налази Храм Сабора Срба светитеља у Бранковићима.

## Становништво
| Демографија | Демографија | Демографија |
| Година      | Становника  | Становника  |
| ----------- | ----------- | ----------- |
| 1971.       | 243         |             |
| 1981.       | 196         |             |
| 1991.       | 181         |             |
| 2013.       | 122         |             |